# Шипот (водоспад)
Ши́піт, Шопіт, — водоспад на північних схилах гірського масиву Полонина Боржава при підніжжі гори Ґемба в Українських Карпатах; на потоці Пилипець, притоки Рипинки (басейн Тиси). Гідрологічна пам'ятка природи місцевого значення. Місце привабливе для туризму.

## Географія
Розташований у неглибокій ущелині річки Пилипець у межах Міжгірського району Закарпатської області, приблизно за 10 км від залізничної станції Воловець, за 6 км від села Пилипець.
Водоспад утворився на місці виходу стійких пісковиків палеогену й гравелітів з тонкими прошарками сланців. Особливо багатоводний водоспад навесні, коли на схилах Ґемби тануть сніги. Сюди організують спеціальні автобусні екскурсії із санаторіїв і пансіонатів Закарпаття і Прикарпаття. За 300 м від водоспаду розташований гірськолижний витяг, що слугує орієнтиром для охочих відвідати водоспад.
На відстані 1,1 км від Шипота розташований менш відомий водоспад Верхній Шипіт.

## Фестиваль
Щорічно, починаючи з 1993 року, неподалік від водоспаду на початку липня проходить неформальний фестиваль, на який приїжджають хіпі та представники різних субкультур з України, Білорусі та інших країн. Кульмінацією святкувань є Свято Івана Купала в ніч на 7 липня з місцевими традиціями й колоритом. Події на Шипоті стали головним мотивом книги «Трохи пітьми» українського письменника Любка Дереша.

## Світлини

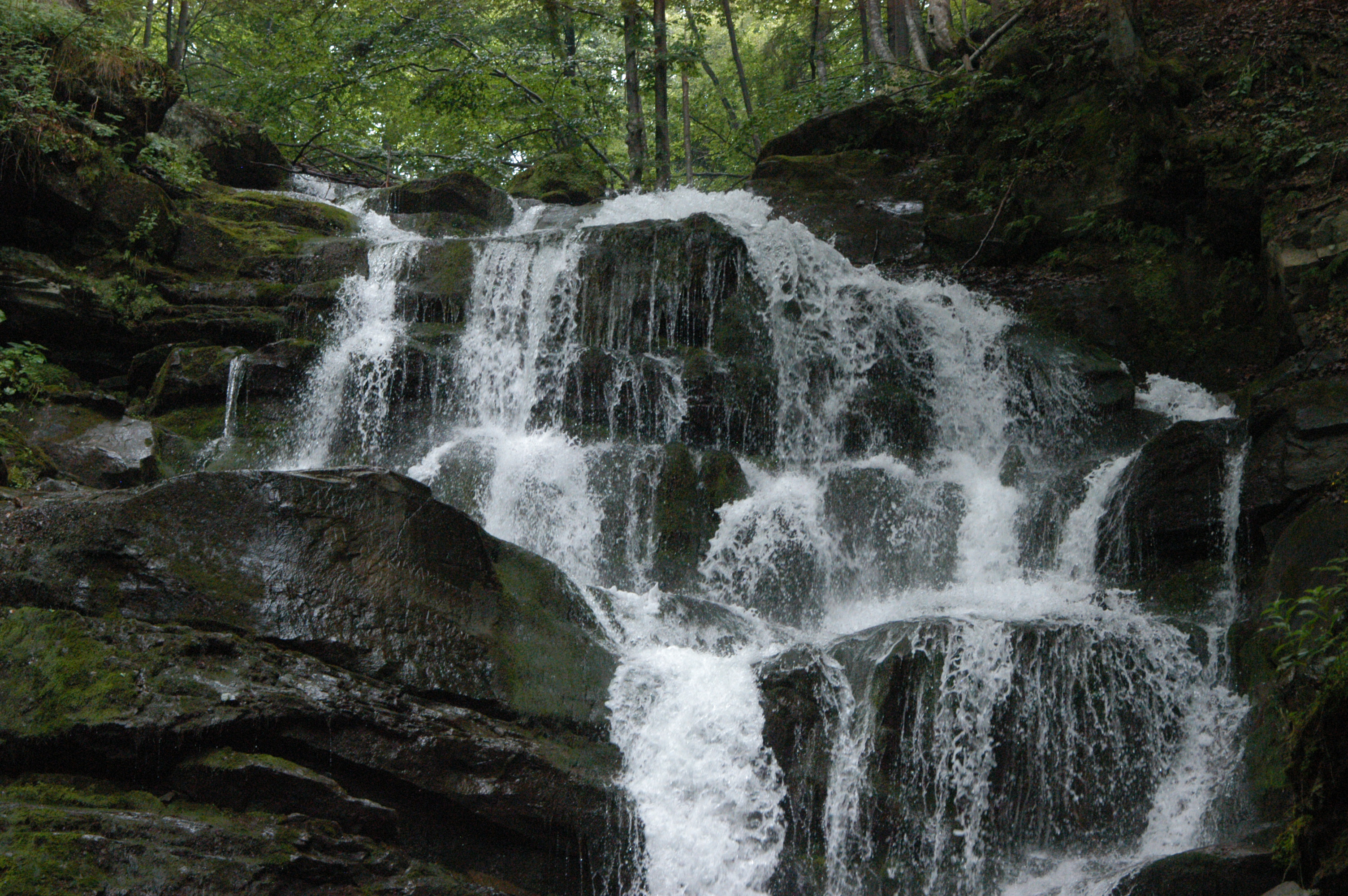
Водоспад влітку
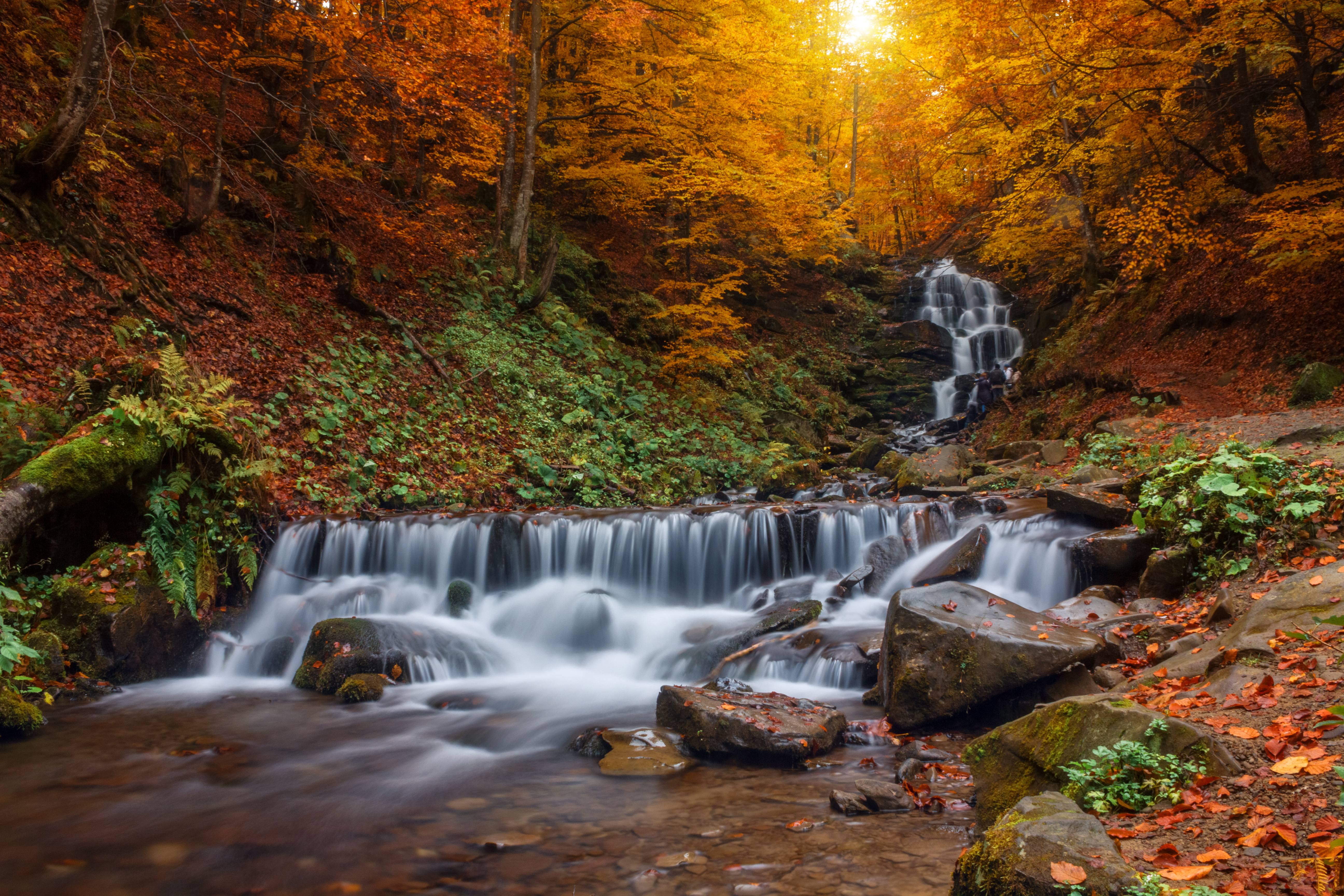
Водоспад восени
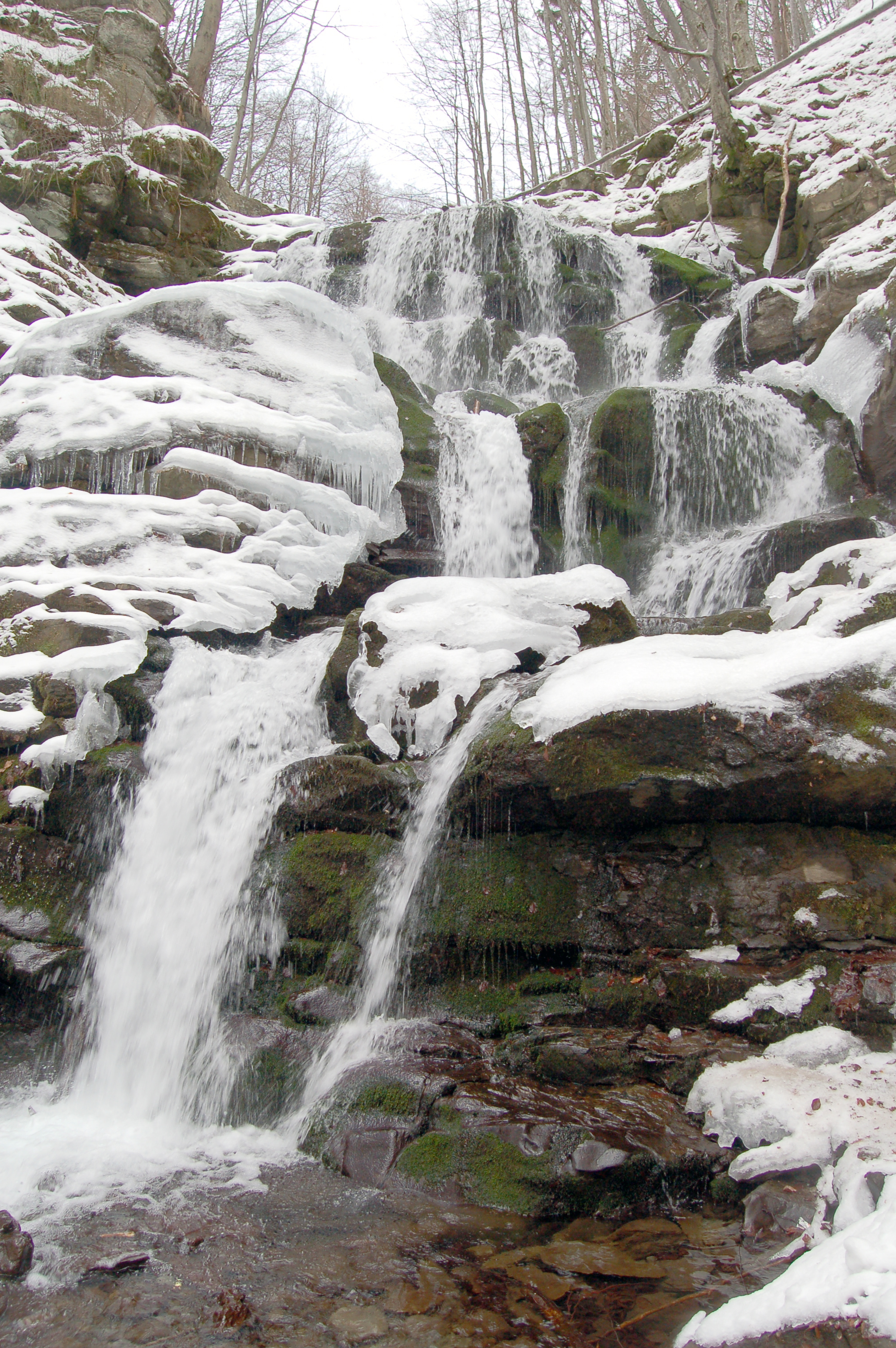
Водоспад узимку
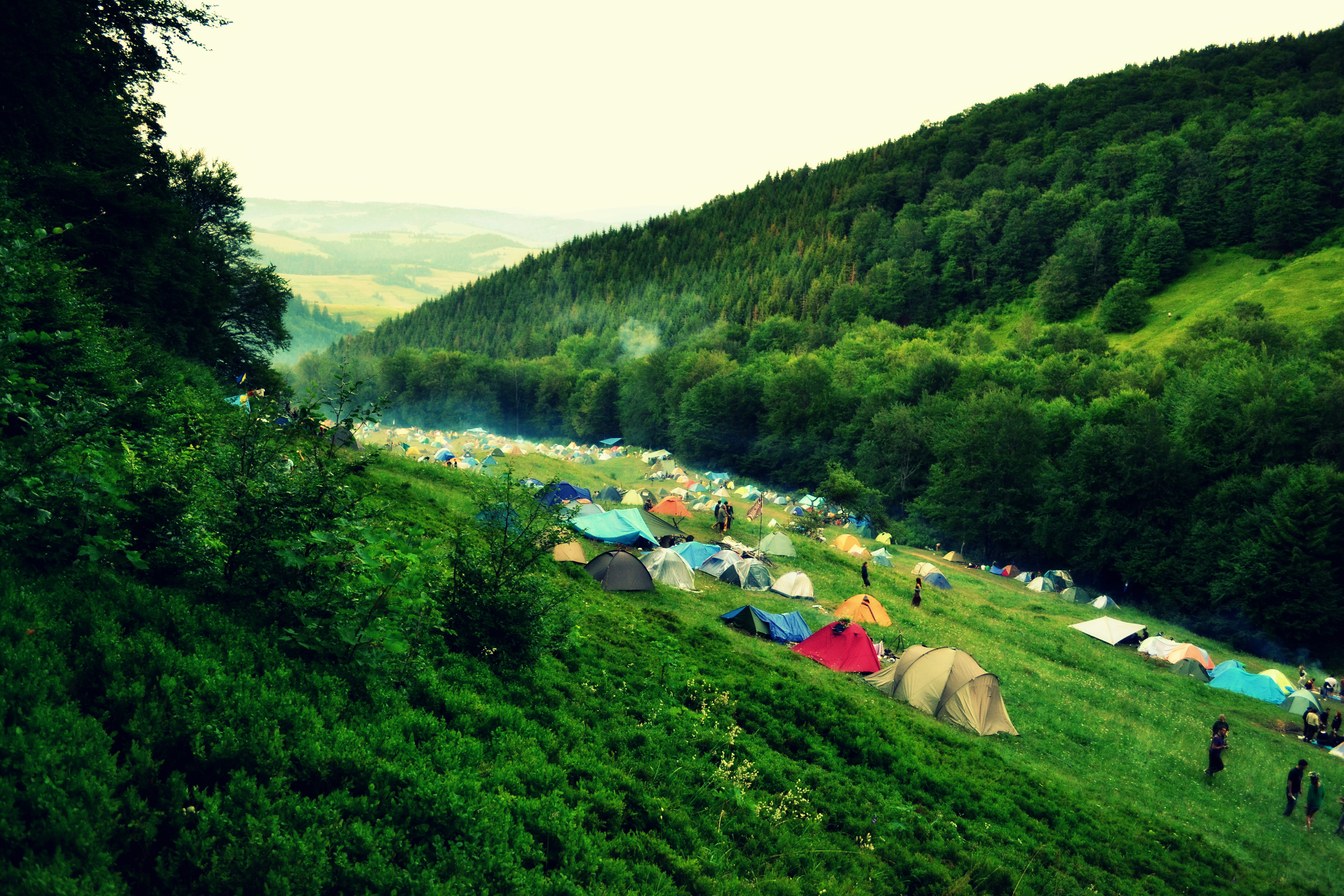
Фестиваль
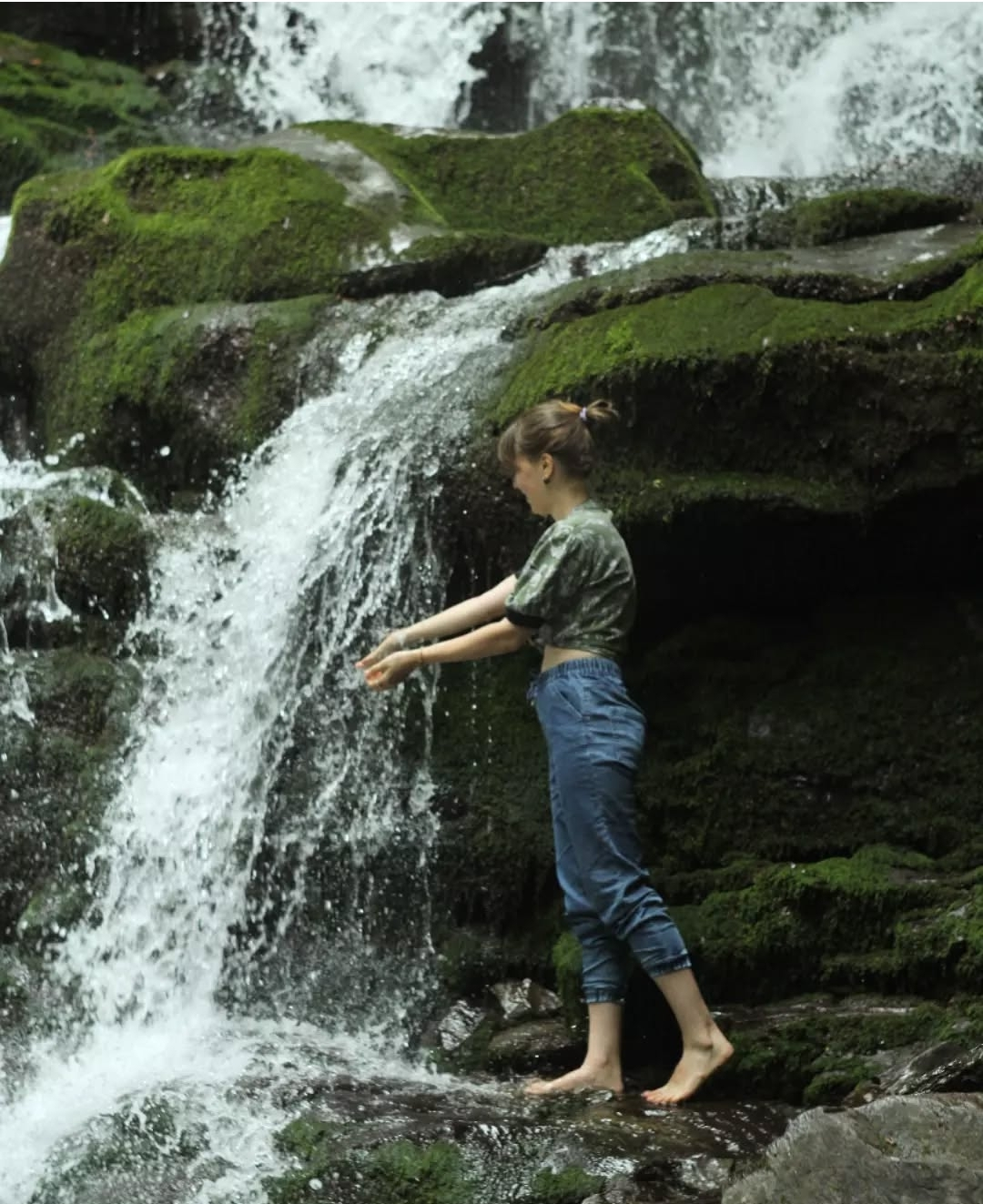
Туристка на водоспаді Шипіт
- Відео водоспаду